# Sanctuaire de Voury
Le Sanctuaire Notre-Dame-de-Grâce de Voury (autre graphie : Voures) se trouve à Voury (parfois écrit Vourry), une localité près du chef-lieu de Gaby, en Vallée d'Aoste. C'est l'un des plus importants sanctuaires valdôtains.
Le toponyme, qui indique une pente, est présent plusieurs fois dans la vallée du Lys. 
Il est dédié à Notre Dame des Grâces. 

## Le sanctuaire
Une chapelle existait déjà avant le XIXe siècle. En 1833, un habitant de Gaby, Jean-Pantaléon Touscoz, lors d'une promenade avec sa femme et leur bonne, est surpris et emporté par une avalanche près de ce lieu. Il passe des jours sous la neige en priant la Vierge Marie. Étant le seul à avoir survécu, il donne une forte somme d'argent à la paroisse pour financer la construction d'un sanctuaire.
Sur l'enceinte du sanctuaire sont représentées les 14 stations du chemin de croix.
Autrefois, selon une coutume répandue, la population se réunissait là le jour de Pâques pour chanter le chant Réjouis-toi, dédié à la Sainte Vierge. En effet, l'église est dédiée à Notre Dame des Grâces, autrefois à Notre Dame de l'Allégresse. La fête patronale est le 2 juillet, où l'on célèbre Marie avec des « Messes en chant, laudes et vêpres ». 
Tous les curés de Gaby ont toujours eu soin du sanctuaire, mais le plus actif fut sans aucun doute le révérend Jean-Pierre Goyet. 
Au cours des dernières années, Voury a été restauré et est devenu lieu de pèlerinage diocésain, le 12 août.

## Galerie de photos

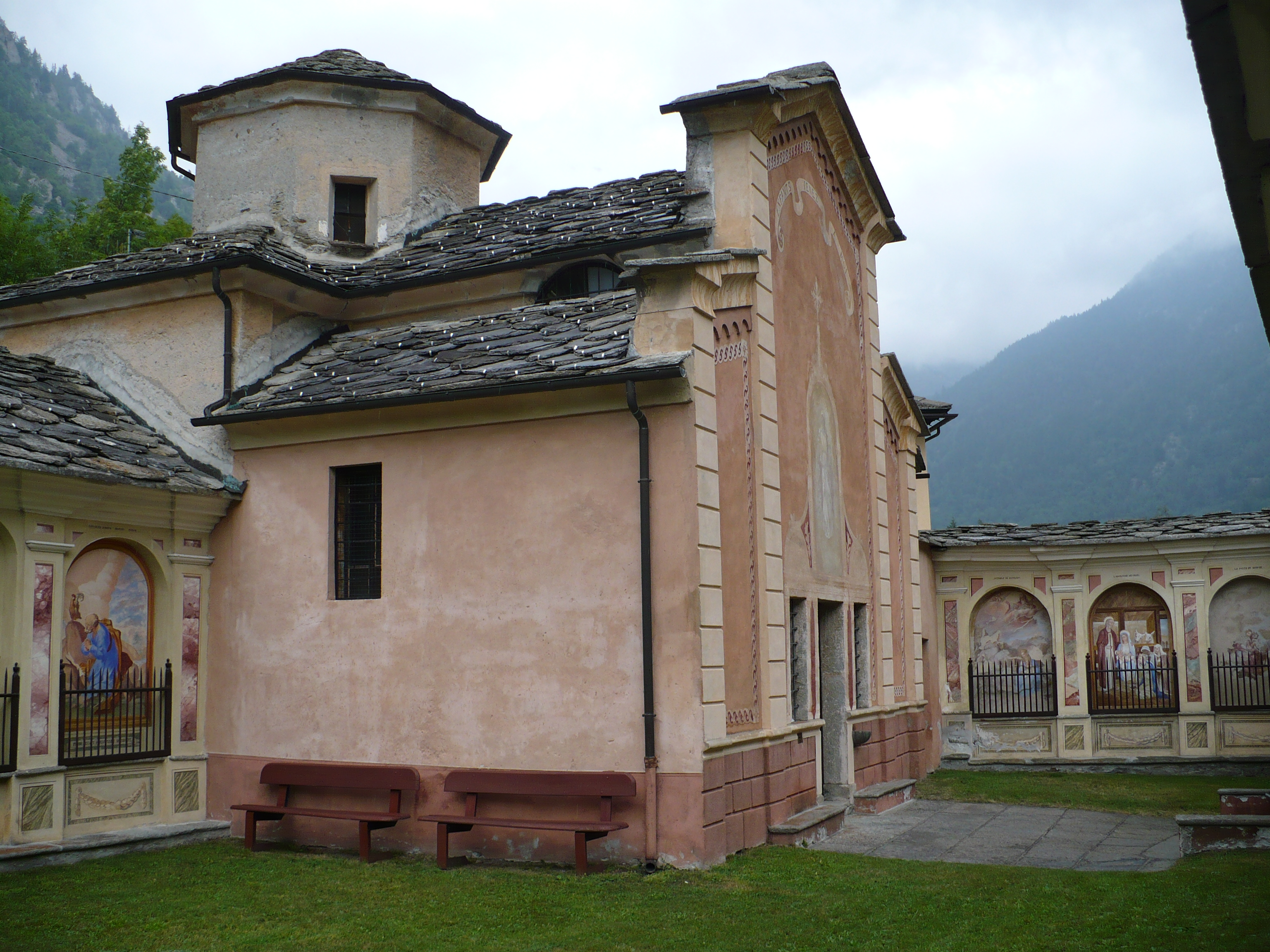
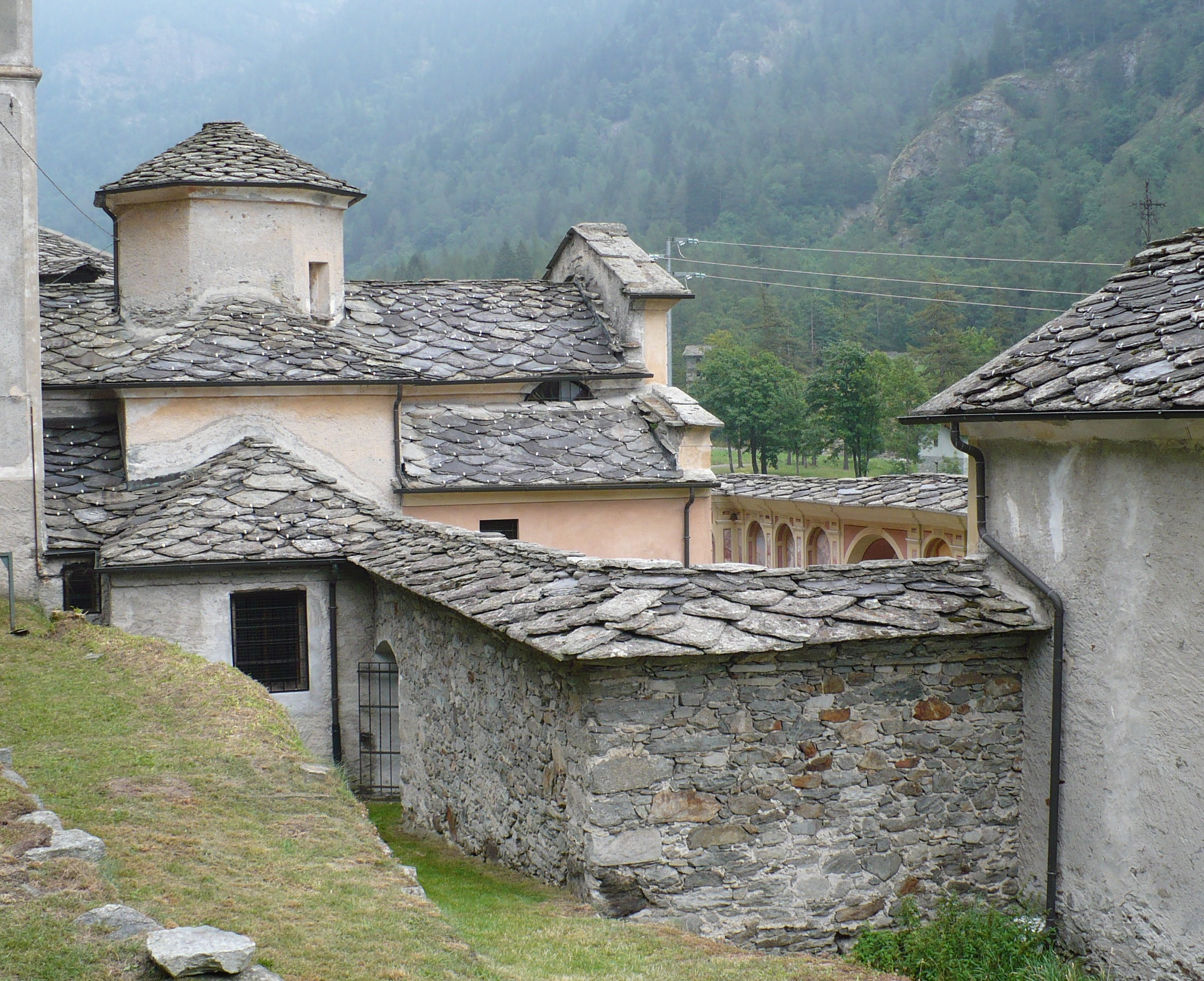
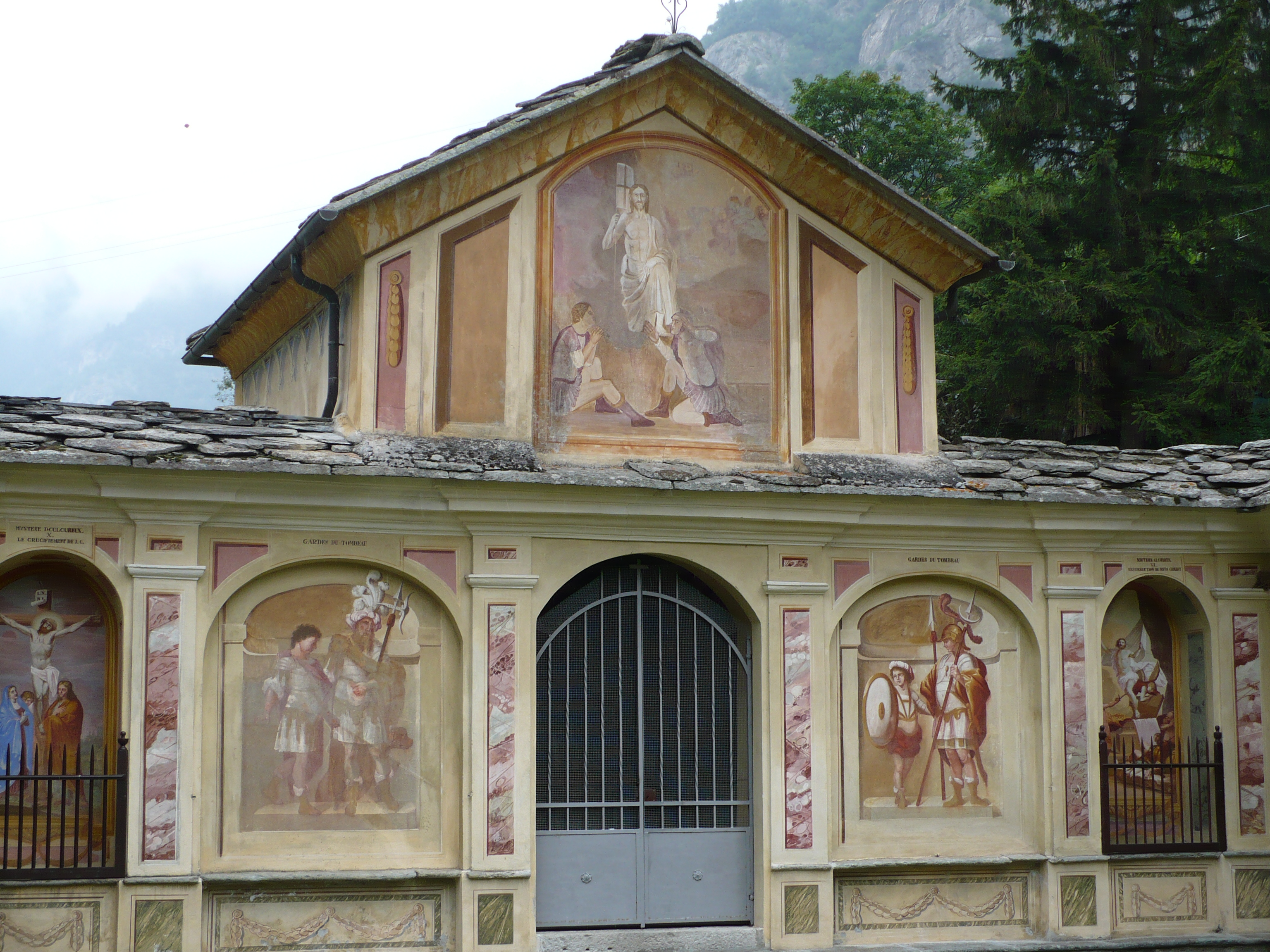
La chapelle
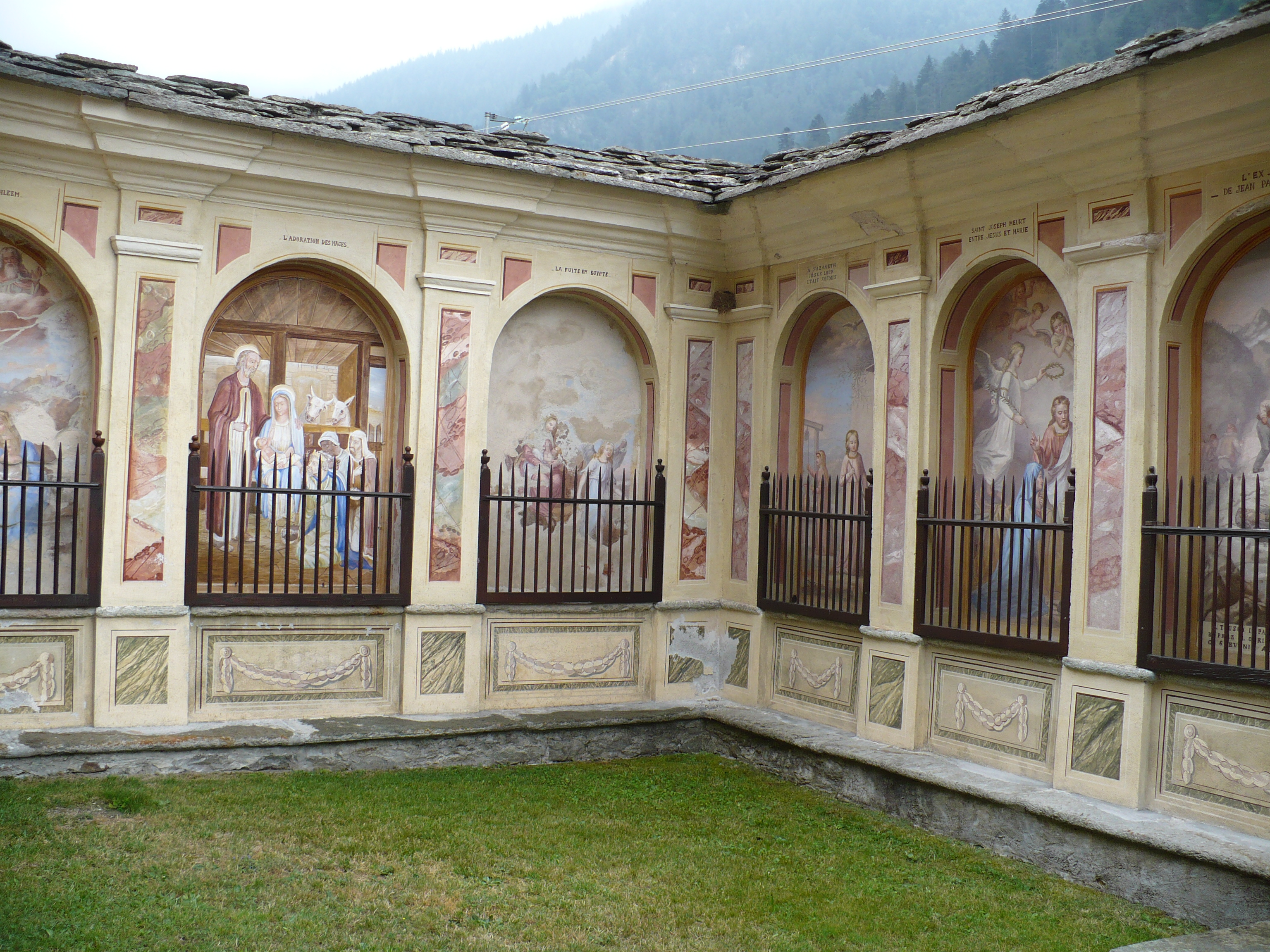
Des stations du chemin de croix